# البنيان الصناعي القياسي
البنيان الصناعي القياسي (بالإنجليزية: Industry Standard Architecture)‏ (وتختصر عادةً باسم أيزا ISA) وكانت ممرات على اللوحة الأم مستخدمة من قبل آي بي إم المتوافق لصناعة الحواسيب.

## لمحة تاريخية
تم تصنيع بطاقات الصناعية القياسية البينة أيزا على أساس نظام ثماني البتات 8-بت، وتم توسع في عام 1983 لتصبح نظاماً للممرات في شركة إي بي أم IBM. نظام 16 بت الجديد تم إصداره في عام 1984. وفي عام 1988 غيرت شركة Gang of Nine اسم البطاقات القياسية إلى اسم الأيزا لتفادي العلامة التجارية لشركة IBM وطرحت نظام ذو 32 بت.
صمم المدخل لوصل الأجهزة الطرفية إلى اللوحة الأم، الأيزا يسمح بقيادة ممرات البيانات على اللوحة الأم وفقط أول 16 ميغا بايت من الذاكرة الأساسية أو الذاكرة العشوائية RAM.يعمل نظام 8 بت على ممرات ذات التردد 4.7 ميغار هرتز بينما يعمل نظام 16 بت على ممرات ذات التردد 6-8 ميغا هرتز. استخدمة شركة IBM نظام 16 بت أيضاً. وكانت مستخدمة في الأجهزة الغير متوافق مع أنظمة IBM أيضاً AT&T،PowerPC وBeBox.
وفي عام 1987 شركة IBM حولت إلى نظام بنية القنوات الأصغرية Micro Channel Architecture (MCA) في محاولة للسيطرة على بناء الحواسيب من جديد وسوق الحواسيب. وكان نظاماً متقدما جدا عما كان عليه في ممرات AT، وأستجابوا مصانع الحواسيب في أستحدام نظام البطاقات الصناعية القياسية المطورة البنيان الصناعي القياسي الموسَّع ‏ ومن ثم VESA Local Bus (VLB).
كان من الواجب على مستخدمي نظام الأيزا معرفة بعض المعلومات عن الأجهزة التي يتم وصلها مثل عنوان الذاكرة لها أو قنوات الوصول المباشر DMA، بينما نظام القنوات الأصغرية MCA أغنى غن هذا التعقيد، ليأتي نظام ربط الأجهزة الجانبية PCI لتجد الكثير من الحلول لهذا التعقيد
إن المتاعب في الإعدادات المعقدة لربط جهاز جانبي أدى في نهاية المطاف إلى إنشاء ISA PnP، نظام التوصيل والتشغيل الذي اعتمد بعض التغيرات الأجهزة المربوطة،BIOS ونظام التشغيل يقوم بإدارة الأجهزة المربوطة مباشرة.
إن ظهور بطاقات أو فتحات بي سي إي PCI كان أكثر معيق أمام تطور بطاقات الأيزا
ففي البدايات كانت اللوحة الأم تحوي عدد كبير من فتحات الأيزا مقابل عدد قليل من فتحات بي سي إي PCI وفي منتصف التسعينات أصبح الأيزا يملك الأقلية من عدد الفتحات slots إلى أن ظهر pc 97 من شركة مايكروسوفت لتقوم بإلغاء فتحات الأيزا نهائيا بالرغم أنه لا يزال مطلوب لربط محرك الأقراص المرنة والمداخل التسلسلية للحاسوب.
ما هي سنوات قليلة حتى أصبح من النادر ان ترى فتحات لبطاقات الأيزا مثبتة على اللواحة الأم.
وأصبح من الشائع ان ترى فتحة لبطاقة الإظهار ‏ بجانب وحدة المعالجة المركزية وعدد من فتحات بي سي إي.
من الملفت للانتباه أنه لا يمكن الجمع بين فتحات بي سي إي والأيزا بشكل مرن

## بنية ممرات أيزا إكس تي 8 بت
أن بنية ممرات الـ إكس تي عبرة عن ممر أيزا مكون من 8 بت أستخدم في أنظمة انتل 8086 وانتل 8088 وفي أنظمة إي بي أم IBM وإي بي أم أكس تي IBM XT

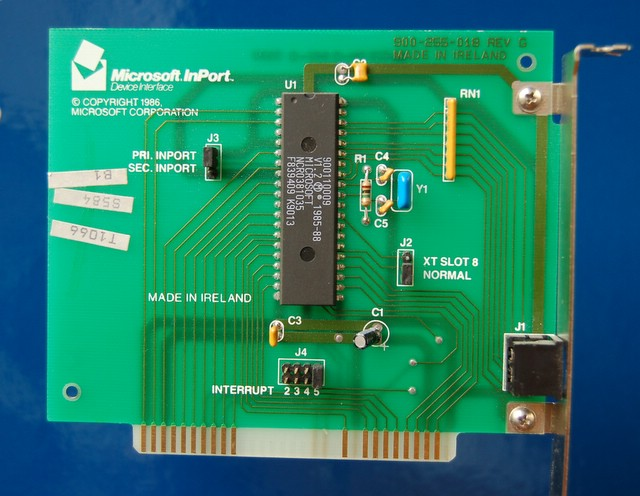
بطاقة أيزا من 8 بتات لربط الفارة XT bus

تحوي ممرات الأكس تي XT bus على أربع قنوات وصول مباشر للذاكرة DMA حيث أن ثلاث منها تستخدم لتوسيع الفتحات slots، ومن هذه القنوات الثلاث غالباً ما يخصص قناتين لمهام الجهاز المربوط
| قناة الوصول السريع | التعبير | الوظيفة الاعتيادية                   |
| ------------------ | ------- | ------------------------------------ |
| 0                  | لا      | تحديث دينميكي لذاكرة الوصول العشوائي |
| 1                  | نعم     | يضاف على بطاقة                       |
| 2                  | نعم     | متحكم بـالقرص المرن                  |
| 3                  | نعم     | متحكم بـالقرص الصلب                  |

تحوي ممرات الـ XT على خط واحد قابل للبرمجة Intel 8259 PIC وباقي خطوط هي خطوط اعتراض interrupt lines

## أيزا 16 بت (بنية ممرات الـ AT)
إن الممرات الـ AT هو إصدار 16 بت من ممرات الأيزا وأنشأت في حاسويب إي بي أم أي تي IBM PC/AT

## معلومات فنية
بنية الأيزا أو XT bus 8 bits
| عرض الممر       | 8-بت                     |
| متوافق مع       | 8 bit ISA                |
| عدد نقاط التماس | 62                       |
| الفولطية        | +5 V, -5 V, +12 V, -12 V |
| تردد الساعة     | 4.7727266 ميغا هرتز      |

أيزا 16 بت
| عرض الممر       | برامج 16-بت                       |
| متوافق مع       | 8 bit ISA, 16 bit ISA             |
| عدد نقاط التماس | 98                                |
| الفولطية        | +5 V, -5 V, +12 V, -12 V          |
| تردد الساعة     | 8.333333 ميغاهرتز                 |
| Capacity        | 3,97 MiB/s (pio) 2,65 MiB/s (dma) |

ملاحظة: إن سرعة ممر الأيزا متزامن مع سرعة وحدة المعلجة المركزية CPU، مؤدية إالى العديد من سرعات الساعة المختلفة، وذلك بسبب سرعة
الألات المختلفة العديدة المنتجة من قبل شركة IBM.
إن هذا قد أدى إلى مشاكل في أواخر 1980، حيث كان هناك بطاقات أيزا محددة تعاني من مشاكل وأعطال المطابقة عندما تصلح لألات
ذات سرعات مرورية عالية مثل 16MHZ.
إن هذه المشكلة قد حلت مؤخراً، من خلال بطاقات عالية الدمج والتي قيست غالباً بالأيزا 16-bit إلى 8MHZ وإن هذا قد أنجزمن خلال (under-clocking) وال CPU لل 8MHZ فقط أثناء المداخل المرورية للأيزا.

## الاستخدام الحالي
بعيداً عن الاستعمال الصناعي المتخصص، فإن الأيزا كانت كل شيء، ولكنها اليوم قد ولت.
وحتى وقتنا الحاضر فإن أنظمة الإنتاج غالباً ماتحمي الزبائن من مصطلح «ممر الأيزا»، مشيرة إليه من خلال المصطلح البديل "System Legacy".
إن ممر pc/104 قد استعمل في تطبيقات صناعية مثبتة، وهو مشتق من ممر الأيزا، مستخدماً نفس خطوط الإشارات بروابط مختلفة.
إن ممر "LPC" قد حل محل ممر الأيزا، قد حل محل ممر الأيزا كما في الاتصال لوسائل "Legacy I/O" على اللوحات الرئسية الحديثة،
بينما بشكل مادي فإن الوضع مختلف تماماً، فإن "LPC" تبدو تماماً مثل الأيزا لبرامج الحاسوب، وهكذا فإن خاصيات الأيزا كالمجال "16 MiB DMA"
ما زالت مستخدمة لبعض الوقت.
البدء بـ"Windows Vista" فإن شركة "Microsoft" تشكل دعماً لبطاقات الأيزا في "Windows"،
وإن "Vista" تبقى الداعمة للـ"ISA-PnP" في هذا الوقت الرهن بالرغم من عدم أهليتها بسبب الإهمال.
الايزا كانت امتدت لتصبح ممر الـ ATA المستعملة له وفي أكثر أقراص ATA الصلبة الحديثة المتسلسلة.
إن اختصاص "PCMCIA" هو اشتقاق من ATA وهو ليس إلا موجه سلكي بعيد عن ATA وهذا مادل على Compact Flash،
معتمداً على "PCMCIA" حيث ATA منقاد وقادر بواسطة توجيه بسيط جداً أن يستعمل في مداخل ATA.

## توحيد المعيار
في عام 1985 بدأت منظمة IEEE بتقييم لممر الأيزا مسماة باختصاص "P996".
وبأي حال، بالرغم من أن الكتب قد نشرت باختصاص "P996"، فإنها لم تحصل رسمياً على حالة مسودة ماضية.